# Carl Adolf Marks
Carl Adolf Marks (* 14. Februar 1894 in Bärenstein; † 23. April 1945 in Berlin) war ein Kaufmann und Widerstandskämpfer gegen den Nationalsozialismus.

## Leben
Carl Marks war Sozialdemokrat und Geschäftsführer einer Druckmaschinenfabrik in Dresden. Er hat General Fritz Lindemann, einem Hauptbeteiligten des Attentats vom 20. Juli 1944, bei der Flucht vor der Gestapo geholfen. Am 26. Juli 1944 begleitete er diesen während der Zugfahrt von Dresden nach Berlin. In Berlin organisierte er zuerst eine Unterkunft bei seinem Geschäftsfreund Wilhelm Senzky und anschließend bei Oberstleutnant von Petersdorff.

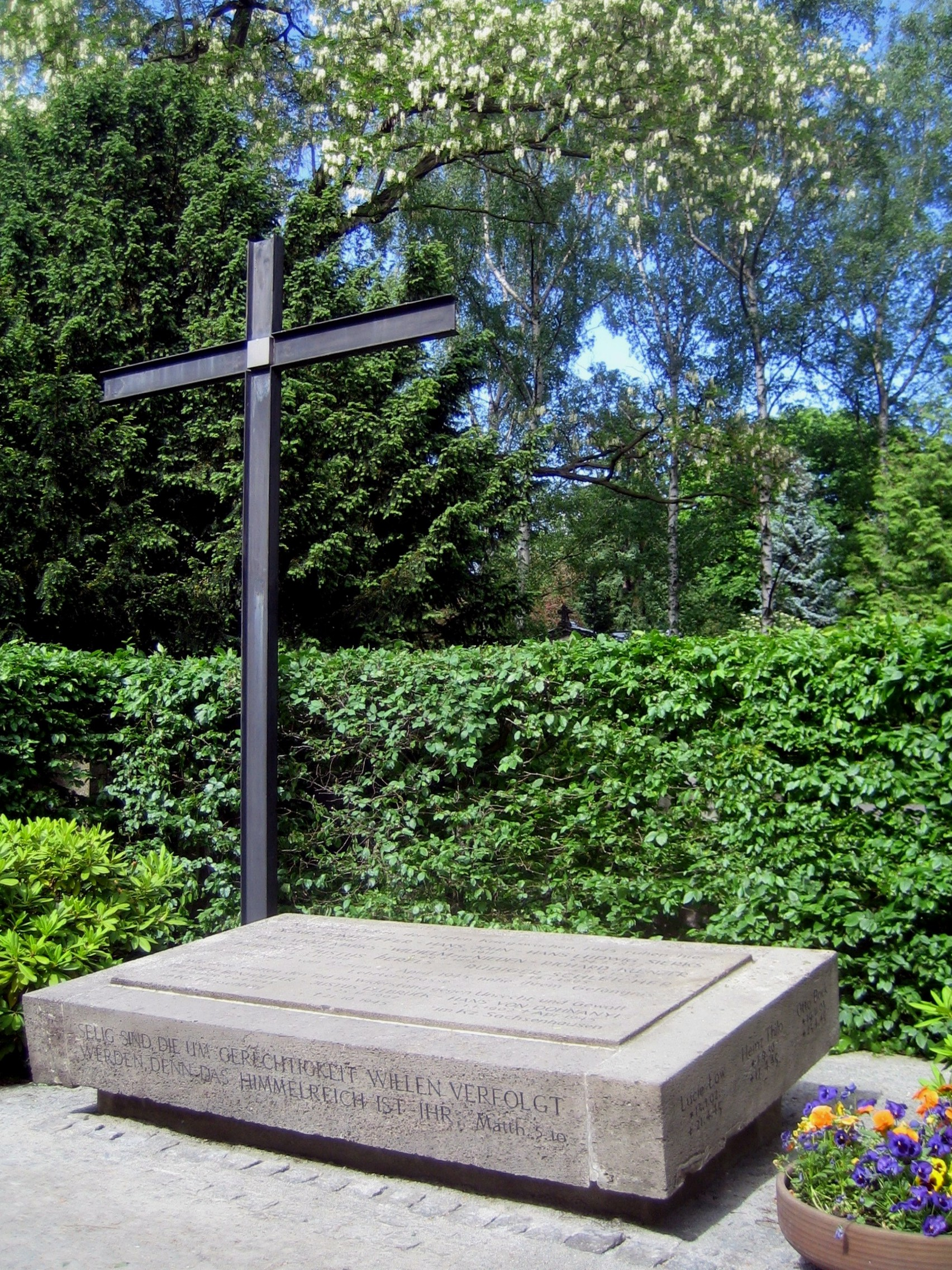
Grab von Carl Adolf Marks und anderen auf dem Dorotheenstädtischen Friedhof

Aufgrund eines Fahndungsaufrufes nach Lindemann vom 19. August folgte am 22. August 1944 die Verhaftung von Marks. Am 1. Dezember 1944 wurde er, wie Hans Ludwig Sierks, vom Volksgerichtshof unter dem Vorsitz von Roland Freisler zum Tode verurteilt. Bis zur Vollstreckung des Urteils war Carl Marks im Zellengefängnis Lehrter Straße inhaftiert.
Er wurde zusammen mit Klaus Bonhoeffer und Rüdiger Schleicher sowie anderen Gefangenen in der Nacht vom 22. auf den 23. April 1945 von einem Sonderkommando des Reichssicherheitshauptamts erschossen.
1952 beschloss der Berliner Senat, für Grabstätten verdienter und bekannter Persönlichkeiten die Verantwortung zu übernehmen. Daraufhin erhielt Marks ein Ehrengrab und eine Gedenktafel auf dem Evangelischen Friedhof der Gemeinden Dorotheenstadt und Friedrich-Werder in der Chausseestraße 126.